# Roberto Botero Saldarriaga
Roberto Botero Saldarriaga (Santa Fe de Antioquia, 1869-Bogotá, 1948) fue un ingeniero, político, escritor e historiador colombiano.

## Biografía
Nació en 1869, en Santa Fe de Antioquia. Ingeniero Civil y de Minas de la Universidad de Antioquia, fue miembro y presidente de la Academia Colombiana de Historia entre 1934 y 1935, miembro del Partido Liberal Colombiano y la Sociedad Académica de Historia Internacional de París y director de los periódicos La Organización, El Correo Liberal y El Trabajo. Ejerció diversos cargos políticos como diputado a la Asamblea de Antioquia, miembro de la Cámara de Representante por Medellín y Senador de la República entre 1923-1927, además fue miembro de la Comisión Asesora de Relaciones Exteriores. Falleció en Bogotá en 1948.

## Obra
- 1911: Sangre conquistadora.[5]
- 1922: Uno de los catorce mil.[5]
- 1926: Cuento: En las tierras del oro.[5]
- 1927: Leyendas y tradiciones. Otras: Leyendas, tradiciones y vida del general José María Córdova.[5]
- 1927: Francisco Antonio Zea.[5]
- 1942: El Libertador presidente.[5]